# Al Fil Al Azraq 2
Al Fil Al Azraq 2 (àrab: 2 الفيل الأزرق, Al-fīl al-azraq 2, ‘L'elefant blau 2’), comercialitzada com The Blue Elephant 2, és una pel·lícula de terror de misteri dramàtica de thriller policial egípcia del 2019 dirigida per Marwan Hamed. La pel·lícula és una seqüela de la pel·lícula d'èxit de taquilla del 2014 Al Fil Al Azraq. Produïda sota la bandera Rotana Film Production i Synergy Films, es van mantenir la majoria dels membres de la tripulació que originalment formaven part de la preqüela. És protagonitzada per Karim Abdel Aziz, Khaled El Sawy, Nelly Karim i Shereen Reda en els papers principals.
La fotografia principal de la pel·lícula va començar el novembre de 2018. La pel·lícula es va estrenar a les sales el 25 de juliol de 2019 i va rebre ressenyes positives de la crítica. Similar a la pel·lícula preqüela, també es va convertir en un èxit a la taquilla. També es va convertir en la pel·lícula egípcia més taquillera de la història del cinema egipci i va recollir 100 milions de lliures egípcies a taquilla.

## Argument
El Dr. Yehia (Karim Abdel Aziz) ara està casat amb Lobna (Nelly Karim). Una reunió amb un nou intern a l'hospital psiquiàtric fa capgirar la vida del Dr. Yehia, ella emfatitza que només falten tres nits per la mort de tota la seva família. Aleshores, Yehia utilitza les píndoles de l'elefant blau per intentar controlar les coses i resoldre els enigmes als quals s'enfronta.

## Repartiment
- Karim Abdel Aziz: Dr. Yehia Rashed
- Khaled El Sawy: Sherif Al Kordy
- Nelly Karim: Lobna
- Hend Sabry: Farida
- Shereen Reda: Deega
- Eyad Nassar: Akram
- Tara Emad: Mermed
- Amgad Elsharqawy: Joy
- Maha Abou Ouf: mare de Farida

## Màrqueting
El tràiler oficial de la pel·lícula va ser presentat pel director de cinema el 10 de juny de 2019 i va superar els 15 milions de visualitzacions en les 24 hores.